# Diego García de Moguer
Diego García de Moguer, né en 1484 ou 1496 à Moguer et mort en 1544, est un explorateur espagnol au service du Portugal.

## Biographie
Il a fait des expéditions avec Juan Díaz de Solís (1515-1516), avec Fernand de Magellan et Juan Sebastián Elcano (1519-1522) puis conjointement avec Sébastien Cabot (1526-1530).

## Postérité
Il donne son nom à l'atoll de Diego Garcia.